# Erepsin
Erepsin (gr.: ereipo - ich zertrümmere) ist eine veraltete Bezeichnung für Peptidasen.
1901 entdeckte Otto Cohnheim, dass Extrakte aus der Schleimhaut des Darms Peptide abbauen. Er nannte das Ferment (Enzym), das er dafür verantwortlich machte, Erepsin. Erst später stellte sich heraus, dass Erepsin ein komplexes Gemisch verschiedener Peptidasen, also eiweißabbauender Verdauungsenzyme, ist.